# دانشگاه خاور دور
دانشگاه خاور دور (فیلیپینی: Pamantasan ng Dulong Silanganan) که به اختصار با نام FEU نیز شناخته می‌شود، یک دانشگاه تحقیقاتی خصوصی در مانیل، فیلیپین است. FEU که با ادغام کالج شرق دور و مؤسسه حساب‌ها، تجارت و امور مالی ایجاد شد، در سال 1934 تحت هدایت نیکانور رئیس اولین رئیس آن به دانشگاه تبدیل شد